# Фріц Відеман
Фріц Відеман (нім. Fritz Wiedemann; 16 серпня 1891, Аугсбург — 11 грудня 1970, Еггенфельден) — німецький офіцер, ад'ютант Адольфа Гітлера, згодом дипломат. Бригадефюрер НСКК (1 січня 1935).

## Біографія
Народився в сім'ї провінційного лікаря. Отримавши атестат зрілості, Фріц Відеман в 1910 році в званні фанен-юнкера вступив на службу в баварську армію і був зарахований в 3-й піхотний полк імені принца Карла Баварського. У 1912 році закінчив військову школу в Мюнхені і отримав звання лейтенанта. У Першу світову війну прибув служити на Західному фронті тільки в жовтні 1915 року через нещасний випадок і здобув посаду ад'ютанта при полковому штабі 16-го резервного піхотного полку, ставши начальником зв'язкового Адольфа Гітлера.
Після війни Відеман і Гітлер спочатку втратили один одного з виду: незадоволений Веймарською республікою монархіст Відеман відмовився продовжити військову службу, демобілізувався в званні гауптмана і працював в сільському господарстві в Алльгої, потім займався молочним тваринництвом в Пфарркірхені. У 1921 році Гітлер і Видеман зустрілися на зустрічі однополчан, і Гітлер запропонував Відеману командувати штурмовим загоном. Відеман відмовився, але в 1933 році, коли його молочне господарство розорилося, попросив Гітлера про допомогу через Макса Аманна. З 1 лютого 1934 року Відеман зайняв місце ад'ютанта Рудольфа Гесса і через кілька днів, всупереч чинній забороні на прийом в партію, був прийнятий в НСДАП. Пропрацювавши у заступника фюрера Гесса десять місяців, Відеман 1 січня 1935 року був призначений ад'ютантом Гітлера і бригадефюрером НСКК. У 1938 році Видеман став депутатом рейхстагу. На новій посаді Видеман виконував різні закордонні доручення, зокрема, брав участь у підготовці аншлюсу Австрії і виступав зв'язковим з лордом Галіфаксом в Лондоні.
Закордонні поїздки Відемана привели до деякої дистанції в його відносинах з фюрером. Гітлер завжди називав Відемана «ультрапесимістом», а коли усвідомив, що його ад'ютант критично ставиться до його політики, то 19 січня 1939 року зняв його з посади і відправив генеральним консулом Німеччини в Сан-Франциско. У США Відеман остаточно став противником Гітлера і націонал-соціалізму. Він встановив контакт з британськими спецслужбами і переконував британців і американців відмовитися від контактів з Гітлером, якому успіхи запаморочили голову. Відеман передав британцям інформацію про німецькі плани наступу на Велику Британію і рекомендував їм якомога швидше вдарити по Німеччині першими.
У червні 1941 року всі консульства Німеччини в США закрилися, і Відеман 16 липня повернувся до Німеччини. 7 серпня 1941 року він був призначений генеральним консулом Німеччини в Тяньцзіні та обійняв посаду 17 грудня. У вересні 1945 року він був заарештований союзниками і перевезений до Німеччини. 7 жовтня 1945 року він виступав свідком на Нюрнберзькому процесі. 5 травня 1948 був звільнений з ув'язнення. Останні два десятки років свого життя Відеман провів далеко від політики, працюючи в сільському господарстві.

## Сім'я
Був одружений, батько трьох дітей.
Мав тривалі стосунки зі Стефанією Гогенлое.

## Нагороди[4]
- Почесний хрест ветерана війни з мечами
- Золотий партійний знак НСДАП (30 січня 1938)
- Хрест Воєнних заслуг 2-го класу (1 червня 1942)